# Brian Martin (baloncestista)
Brian Martin (nacido el 18 de junio de 1962 en Fort Smith, Arkansas) es un exjugador de baloncesto estadounidense que jugó una temporada en la NBA, además de hacerlo en la CBA, en la USBL y en varias ligas europeas. Con 2,06 metros de estatura, lo hacía en la posición de ala-pívot.

## Trayectoria deportiva

### Universidad
Jugó durante tres temporadas con los Jayhawks de la Universidad de Kansas, en las que promedió 4,2 puntos y 3,6 rebotes por partido.

### Profesional
Fue elegido en el puesto 185 del Draft de la NBA de 1984 por Indiana Pacers, pero no se acabó de incorporar a la plantilla. Comenzó jugando en la USBL hasta que en octubre fichó por los Seattle SuperSonics, con los que disputó tres partidos en los que únicamente anotó 2 puntos.
En marzo de 1986 fichó por los Portland Trail Blazers, con los que disputó cinco partidos hasta final de temporada, en los que promedió 0,8 puntos.
A partir de ese momento su carrera alternó las ligas menores estadounidenses con las ligas europeas, jugando en el Mariembourg Royale de la liga belga, en el Scaligera Basket Verona italiano, donde únicamente disputó un partido, y en el Brose Baskets de la Bundesliga.

## Estadísticas de su carrera en la NBA

### Temporada regular
| Año     | Equipo   | PJ | PT | MPP | %TC  | %3P | %TL  | RPP | APP | ROB | TPP | PPP |
| ------- | -------- | -- | -- | --- | ---- | --- | ---- | --- | --- | --- | --- | --- |
| 1985-86 | Seattle  | 3  | 0  | 2.3 | .500 | -   | .000 | 1.3 | .0  | .0  | .3  | .7  |
| 1985-86 | Portland | 5  | 0  | 2.8 | .400 | -   | .000 | .0  | .0  | .0  | .0  | .8  |
| Total   | Total    | 8  | 0  | 2.6 | .429 | -   | .000 | .5  | .0  | .0  | .1  | .8  |